# Rađenovci
Rađenovci is een plaats in de gemeente Novska in de Kroatische provincie Sisak-Moslavina. De plaats telt 2 inwoners (2001).